# Канадська юніорська хокейна ліга
Канадська юніорська хокейна ліга (англ. Canadian Junior Hockey League) — спортивна організація, до складу якої входять 10 молодіжних хокейних ліг Канади рівня А (другий у Канаді). У них налічується 129 команд, які представляють більшість провінцій країни та декілька штатів США. Переможець чемпіонату КЮХЛ отримує головний трофей ліги — кубок Королівського банку (Royal Bank Cup).

## Історія
До 1970 року всі молодіжні ліги Канади, що належали до рівня А1, виступали під егідою Канадської аматорської хокейної асоціації та щорічно змагалися за Меморіальний кубок. Однак у 1970 році з даної організації вийшли три ліги (нинішні ЗХЛ, ХЛО та ГЮХЛК) утворивши новий, вищий (Major), рівень, де почали виступи під орудою власної організації (нині Канадська хокейна ліга). З того ж часу команди трьох головних молодіжних ліг змагалися лише між собою та отримали виключне право виборювати Меморіальний кубок.
У зв'язку з цим до Канадської аматорської хокейної асоціації була подана пропозиції про створення загальнонаціонального чемпіонату для решти ліг, котрі лишилися на рівні А1. Пропозицію було підтримано і вже 1971 року вперше було розіграно кубок Манітоба Сентенніал, презентований Аматорською хокейною асоціацією Манітоби, названий так задля відзнаки сотої річниці розвитку хокею в провінції.
У 1993 році ліги рівня А створили власну організацію, котра отримала назву Канадська юніорська А хокейна ліга. Відтоді саме під егідою даної структури проводяться загальнонаціональні змагання команд відповідного рівня. У 2008 році ліга отримала свою нинішню назву.

## Поточні ліги
| Назва                                             | Провінція               | Команди                | Трофей                    |
| ------------------------------------------------- | ----------------------- | ---------------------- | ------------------------- |
| Національний чемпіонат                            | Національний чемпіонат  | Національний чемпіонат | Кубок Королівського банку |
| Західний регіон                                   | Західний регіон         | Західний регіон        | Кубок західної Канади     |
| Хокейна ліга Британської Колумбії (БКХЛ)          | Британська Колумбія     | 16                     |                           |
| Юніорська хокейна ліга Альберти (АЮХЛ)            | Альберта                | 16                     |                           |
| Юніорська хокейна ліга Саскачевану (СЮХЛ)         | Саскачеван              | 12                     |                           |
| Юніорська хокейна ліга Манітоби (МЮХЛ)            | Манітоба                | 11                     |                           |
| Центральний регіон                                | Центральний регіон      | Центральний регіон     | Кубок Дадлі Г'юїтта       |
| Вища міжнародна юніорська хокейна ліга (ВМЮХЛ)    | Північний захід Онтаріо | 5                      |                           |
| Юніорська хокейна ліга Північного Онтаріо (ПОЮХЛ) | Північний схід Онтаріо  | 9                      |                           |
| Юніорська хокейна ліга Онтаріо (ОЮХЛ)             | Великий Торонто         | 22                     |                           |
| Східний регіон                                    | Східний регіон          | Східний регіон         | Кубок Фреда Пейджа        |
| Центральноканадська хокейга ліга (ЦКХЛ)           | Схід Онтаріо            | 12                     |                           |
| Юніорська хокейна ліга Квебеку (ЮХЛК)             | Квебек                  | 14                     |                           |
| Морська юніорська А хокейна ліга (МХЛ)            | НШ, НБ, ОПЕ             | 12                     |                           |

## Кубок Роял Банк
Для визначення національного чемпіона переможці кожної з десяти ліг проводять три регіональних турніри: кубок західної Канади (Західний регіон — ліги БКХЛ, АЮХЛ, СЮХЛ та МЮХЛ), кубок Дадлі Г'юїтта (Центральний регіон — ВМЮХЛ, ПОЮХЛ, ОЮХЛ) та кубок Фреда Пейджа (Східний регіон — ЦКХЛ, ЮХЛК та МХЛ).
Переможці регіональних змагань, а також фіналіст розіграшу кубка Західної Канади та господар турніру розігрують між собою головний трофей ліги. Спочатку суперники грають коловий турнір, за підсумками якого визначаються чотири учасники півфіналів. Далі переможці півфінальних протистоянь розігрують у єдиному матчі кубок Королівського банку та звання чемпіона країни серед молодіжних команд рівня А.

## Драфт НХЛ
Нижче поданий список хокеїстів КЮХЛ, котрі в різні роки були обрані в першому раунді драфту новачків НХЛ.
| №, рік драфту                                | Гравець           | Команда НХЛ        | Попередня команда (ліга)     |
| -------------------------------------------- | ----------------- | ------------------ | ---------------------------- |
| 3, 2007                                      | Кайл Турріс       | Фінікс Койотс      | Барнебі Експрес (БКХЛ)       |
| 15, 1996                                     | Дайнюс Зубрус     | Філадельфія Флаєрс | Каледон Канадієнс (МетроЮХЛ) |
| 16, 2008                                     | Джо Колборн       | Бостон Брюїнс      | Камрось Кодіакс (АЮХЛ)       |
| 20, 2004                                     | Тревіс Зейджак    | Нью-Джерсі Девілс  | Селмон-Арм Сілвербекс (БКХЛ) |
| 20, 2010                                     | Бо Бенетт         | Піттсбург Пінгвінс | Пентіктон Віз (БКХЛ)         |
| 21, 2007                                     | Райлі Неш         | Едмонтон Ойлерс    | Селмон-Арм Сілвербекс (БКХЛ) |
| 24, 2004                                     | Кріс Чуко         | Калгарі Флеймс     | Селмон-Арм Сілвербекс (БКХЛ) |
| 25, 2005                                     | Ендрю Кольяно     | Едмонтон Ойлерс    | Сент-Майклс Базерс (ОПЮХЛ)   |
| 27, 2007                                     | Брендан Сміт      | Детройт Ред-Вінгс  | Сент-Майклс Базерс (ОПЮХЛ)   |
| 28, 2009                                     | Ділан Олсен       | Чикаго Блекгокс    | Камрось Кодіакс (АЮХЛ)       |
| Хокеїсти, обрані на драфті НХЛ до 1993 року: |                   |                    |                              |
| 9, 1981                                      | Джеймс Патрік     | Нью-Йорк Рейнджерс | Принс-Альберт Рейдерс (СЮХЛ) |
| 9, 1988                                      | Род Бріндамор     | Сент-Луїс Блюз     | Нотр-Дам Гаундс (СЮХЛ)       |
| 9, 1989                                      | Джейсон Маршалл   | Сент-Луїс Блюз     | Вернон Лейкерс (БКЮХЛ)       |
| 14, 1972                                     | Джон ван Боксмеєр | Монреаль Канадієнс | Гвелф CMC's (ПОЮХЛ)          |
| 17, 1980                                     | Брент Саттер      | Нью-Йорк Айлендерс | Ред-Дір Растлерс (СЮХЛ)      |

## Матч перспективних гравців КЮХЛ
Починаючи з 2005 року ліга щорічно проводить змагання серед своїх найбільш талановитих гравців (CJHL Prospects Game). Для цього у співпраці з центральний скаутським бюро НХЛ формуються дві команди: «Захід» (ліги західного регіону плюс ВМЮХЛ) та «Схід» (ліги східного регіону плюс ОЮХЛ та ПОЮХЛ), які розігрують між собою Президентський кубок. До 2008 року формат передбачав проведення лише одного поєдинку, з 2009-го — суперники грають двічі.
Для хокеїстів КЮХЛ участь у турнірі надає можливість проявити себе перед численними скаутами з Північної Америки, включаючи НХЛ, NCAA, КХЛ та інші.